# Younger Now
Younger Now ist das sechste Studioalbum der US-amerikanischen Sängerin Miley Cyrus. Es wurde am 29. September 2017 unter dem Label RCA Records veröffentlicht. Younger Now belegte Platz 5 in den Billboard 200 und wurde in Kanada und Norwegen mit Gold ausgezeichnet.

## Hintergrund
Am 7. August 2017 kündigte Cyrus den Titel des Albums sowie das Veröffentlichungsdatum, den 29. September 2017, an. Ab dem 18. August 2017 konnte das Album vorbestellt werden.
Das Album enthält Songs aus den Genres Country-Pop und Pop-Rock und wurde vollständig von Miley Cyrus und Oren Yoel geschrieben.
Bereits zwei Wochen vor der Veröffentlichung des Albums gab Cyrus an, dass sie schon mit dem Album abgeschlossen habe und bereits am nächsten arbeite. Im Dezember 2018 teilte Cyrus mit, dass der musikalische Sound von Younger Now „nicht ihr Zuhause gewesen sei“ und sie von nun an wieder an modernerer Musik arbeiten wolle.

## Singles

### Malibu
Die erste Single des Albums, Malibu, wurde am 3. Mai 2017 über ein Interview von Cyrus mit dem Billboard-Magazin angekündigt und erschien am 11. Mai 2017 gemeinsam mit dem zugehörigen Musikvideo. Das Lied erreichte Platz 20 in Deutschland sowie Platz 10 in den Billboard Hot 100 und wurde in Deutschland mit Gold sowie 2× Platin in den Vereinigten Staaten ausgezeichnet.

### Younger Now
Die zweite und letzte Single des Albums trägt den Titel Younger Now und wurde am 18. August 2017 gemeinsam mit dem entsprechenden Musikvideo veröffentlicht. Younger Now belegte Platz 79 in den Billboard Hot 100.
Des Weiteren wurden Inspired am 9. Juni 2017 und Week Without You am 21. September 2017 als Promo-Singles veröffentlicht.

## Promotion
Bereits vor der Veröffentlichung des Albums trat Cyrus mit Malibu im Mai 2017 beim Wango Tango, bei den Billboard Music Awards, bei The Voice USA, in der Today Show und bei Late Night with Seth Meyers auf. Am 4. Juni 2017 war sie als Gastkünstler bei Ariana Grandes Benefizkonzert One Love Manchester zu sehen, wo sie Malibu und Inspired sang. Mit diesen beiden Liedern trat sie am 14. Juni 2017 in The Tonight Show auf.
Am 22. August 2017 wurde mit youngernow.com eine Webseite veröffentlicht, auf der Fans ihr eigenes Coverfoto zur Single Younger Now erstellen konnten.
Am 27. August 2017 trat Cyrus mit Younger Now bei den MTV Video Music Awards auf, anschließend sang sie denselben Song am 7. September 2017 in der Ellen DeGeneres Show.
Vom 2. bis 6. Oktober 2017 trat Cyrus täglich in The Tonight Show auf, wo sie unter anderem Week Without You sang. Am 4. November 2017 trat Cyrus mit Bad Mood und I Would Die For You bei Saturday Night Live auf.

## Titelliste
| #   | Titel                            | Autoren                              | Länge |
| --- | -------------------------------- | ------------------------------------ | ----- |
| 1.  | Younger Now                      | Miley Cyrus, Oren Yoel               | 4:08  |
| 2.  | Malibu                           | Miley Cyrus, Oren Yoel               | 3:51  |
| 3.  | Rainbowland (feat. Dolly Parton) | Miley Cyrus, Oren Yoel, Dolly Parton | 4:25  |
| 4.  | Week Without You                 | Miley Cyrus, Oren Yoel               | 3:44  |
| 5.  | Miss You So Much                 | Miley Cyrus, Oren Yoel               | 4:53  |
| 6.  | I Would Die for You              | Miley Cyrus, Oren Yoel               | 2:53  |
| 7.  | Thinkin'                         | Miley Cyrus, Oren Yoel               | 4:05  |
| 8.  | Bad Mood                         | Miley Cyrus, Oren Yoel               | 2:59  |
| 9.  | Love Someone                     | Miley Cyrus, Oren Yoel               | 3:19  |
| 10. | She's Not Him                    | Miley Cyrus, Oren Yoel               | 3:33  |
| 11. | Inspired                         | Miley Cyrus, Oren Yoel               | 3:21  |
|     | Japanische Edition               |                                      |       |
| 12. | Malibu (Tiësto Remix)            | Miley Cyrus, Oren Yoel               | 3:19  |

## Kommerzieller Erfolg

### Chartplatzierungen
| ChartsChartplatzierungen       | Höchstplatzierung | Wochen |
| ------------------------------ | ----------------- | ------ |
| Deutschland (GfK)              | 16 (2 Wo.)        | 2      |
| Österreich (Ö3)                | 8 (3 Wo.)         | 3      |
| Schweiz (IFPI)                 | 11 (4 Wo.)        | 4      |
| Vereinigte Staaten (Billboard) | 5 (8 Wo.)         | 8      |
| Vereinigtes Königreich (OCC)   | 8 (3 Wo.)         | 3      |

### Auszeichnungen für Musikverkäufe
| Land/Region               | Auszeichnungen für Musikverkäufe (Land/Region, Auszeichnung, Verkäufe) | Verkäufe |
| ------------------------- | ---------------------------------------------------------------------- | -------- |
| Brasilien (PMB)           | Gold                                                                   | 20.000   |
| Kanada (MC)               | Gold                                                                   | 40.000   |
| Mexiko (AMPROFON)         | Gold                                                                   | 30.000   |
| Neuseeland (RMNZ)         | Platin                                                                 | 15.000   |
| Norwegen (IFPI)           | Platin                                                                 | 20.000   |
| Polen (ZPAV)              | Gold                                                                   | 10.000   |
| Vereinigte Staaten (RIAA) | Gold                                                                   | 500.000  |
| Insgesamt                 | 5× Gold · 2× Platin ·                                                  | 635.000  |

Hauptartikel: Miley Cyrus/Auszeichnungen für Musikverkäufe